# 서초대로
서초대로(瑞草大路)는 서울특별시 서초구 방배동 이수역 사거리에서 서리풀터널을 지나 서초동 강남역 사거리에 이르는 길이 4,250m, 폭 40m의 8차선(터널은 6차선) 도로이다. 2019년 4월 22일 터널 310m와 터널 진출입로 370m구간을 개통했다.

## 역사
- 1981년 1월 21일 : 서울특별시공고 제14호 서초1로 제정 (반포대로-강남대로 구간 중 서초역 ~ 강남역)
- 1984년 11월 7일 : 서울특별시공고 제673호 서초로로 개칭, 도로 기점을 남부순환로와 접속하는 소라 아파트(현 래미안아트힐 아파트) 교차로로 변경 (남부순환로 ~ 서울고등학교 ~ 서초역 ~ 강남역)
- 일자 불명 : 도로 기점을 이수교차로로 변경 (이수역 ~ 내방역 ~ 서초역 ~ 강남역), 남부순환로 ~ 서울고등학교 ~ 서초역 구간은 명달로로 분리
- 2010년 4월 22일 : 2개 이상 자치구에 걸쳐 있는 도로로 서초대로 고시[1]
- 2019년 4월 22일 : 서리풀터널 개통 (개통식은 전일 실시)

## 노선
| 이름                                  | 접속 노선                           | 소재지                              | 소재지                              | 비고                                |
| 서울특별시도 제90호선 사당로와 직결   | 서울특별시도 제90호선 사당로와 직결 | 서울특별시도 제90호선 사당로와 직결 | 서울특별시도 제90호선 사당로와 직결 | 서울특별시도 제90호선 사당로와 직결 |
| ------------------------------------- | ----------------------------------- | ----------------------------------- | ----------------------------------- | ----------------------------------- |
| 이수역                                | 동작대로                            | 서울특별시 서초구                   | 방배동                              |                                     |
| 방배초교입구                          | 도구로                              | 서울특별시 서초구                   | 방배동                              |                                     |
| 방배동고개                            | 방배중앙로                          | 서울특별시 서초구                   | 방배동                              |                                     |
| 내방역                                | 방배로                              | 서울특별시 서초구                   | 방배동                              |                                     |
| 서리풀터널                            |                                     | 서울특별시 서초구                   | 방배동                              |                                     |
| 서초동                                |                                     | 서울특별시 서초구                   |                                     |                                     |
| (교차로 명칭 미정)                    | 명달로, 동광로                      | 서울특별시 서초구                   |                                     |                                     |
| 서초역                                | 반포대로                            | 서울특별시 서초구                   |                                     |                                     |
| 서울중앙지방법원·검찰청               | 법원로                              | 서울특별시 서초구                   |                                     |                                     |
| 교대역                                | 서초중앙로                          | 서울특별시 서초구                   |                                     |                                     |
| 서초진흥아파트                        | 서운로                              | 서울특별시 서초구                   |                                     |                                     |
| 강남역                                | 서울특별시도 제41호선 강남대로      | 서울특별시 서초구                   |                                     |                                     |
| 서울특별시도 제90호선 테헤란로와 직결 |                                     |                                     |                                     |                                     |

옛 국군정보사령부 터 지하에 서리풀터널을 공사하느라 2019년 4월 21일까지 일부 구간이 단절되어 있었다. 미개통 구간을 우회하려면 보통 남쪽으로는 명달로를, 북쪽으로는 동광로(서래마을) 방향을 경유했다.

## 같이 보기
- 테헤란로